# Repentigny (division sénatoriale canadienne)
Ne doit pas être confondu avec Repentigny (conseil législatif).
Division du Sénat du Canada
Repentigny est une division sénatoriale du Canada.

## Description
Son territoire est un long et étroit corridor géographique s'étirant en diagonale au nord-ouest de Repentigny.

## Liste des sénateurs
| Mandat | Mandat                                                           | Sénateur                   | Parti                    | Nommé par           |
| ------ | ---------------------------------------------------------------- | -------------------------- | ------------------------ | ------------------- |
|        | 23 octobre 1867 - 1er janvier 1903                               | Joseph-François Armand     | Conservateur             | Proclamation royale |
|        | 10 février 1903 - 6 mars 1932                                    | Joseph-Hormisdas Legris    | Libéral                  | Laurier             |
|        | 6 octobre 1932 - 14 avril 1942                                   | Joseph Hormisdas Rainville | Conservateur             | Bennett             |
|        | 19 novembre 1942 - 6 octobre 1955                                | Pamphile Réal Du Tremblay  | Libéral                  | King                |
|        | 25 avril 1957 - 5 novembre 1976                                  | J.-Eugène Lefrançois       | Libéral                  | St-Laurent          |
|        | 23 décembre 1976 - 3 août 1997                                   | Pietro Rizzuto             | Libéral                  | P. Trudeau          |
|        | 23 septembre 1997 - 28 avril 2006                                | Marisa Ferretti Barth      | Libéral                  | Chrétien            |
|        | 8 janvier 2009 - 11 novembre 2049 (date de retraite obligatoire) | Patrick Brazeau            | Conservateur (2009-2013) | Harper              |
|        | 8 janvier 2009 - 11 novembre 2049 (date de retraite obligatoire) | Patrick Brazeau            | Non affilié (2013- )     | Harper              |